# Оберемок, Тамара Николаевна
Тамара Николаевна Оберемок (1937 — ?) — украинская советская деятельница, заведующая молочно-товарной фермы колхоза имени Котовского Новомосковского района Днепропетровской области. Депутат Верховного Совета СССР 7-8-го созывов.

## Биография
Образование среднее специальное. В 1956 году окончила зооветеринарный техникум.
В 1956—1962 годах — заведующая фермы колхоза имени Димитрова, лаборант.
В 1962—1968 годах — заведующая животноводческой фермы колхоза «Красный партизан» пгт. Губиниха Новомосковского района Днепропетровской области, с 1968 года — заведующая молочно-товарной фермы колхоза имени Котовского пгт. Губиниха Новомосковского района Днепропетровской области.
Член КПСС с 1963 года.

## Награды
- орден Ленина
- прочие ордена
- медали